# 悠々社
悠々社（ゆうゆうしゃ）は、かつて東京都新宿区に本社があった法律書を中心とした日本の出版社。
筑摩書房で全54巻からなる現代法律学全集を担当した須藤忠臣が独立し、1989年（平成元年）6月30日に設立。
創業から29年後の2017年6月30日をもって廃業した。
尚、かつて東京都千代田区九段南にあった悠々社（有限会社悠々社）は編集プロダクションであり、関連はない。

## 主な出版物
- 奥田昌道『債権総論[増補編]』（1992年）
- 倉田卓次『続裁判官の戦後史』（1993年）
- 中村睦男=常本照樹『憲法裁判50年』（1997年）
- 奥平康弘『憲法の眼』（1998年）
- 倉田卓次『続々裁判官の戦後史 老法曹の思い出話』（2006年）